# Jelle Vanendert
Jelle Vanendert (nascido em 19 de fevereiro de 1985, em Neerpelt) é um ciclista profissional bélgico. Atualmente, compete para a equipe Lotto-Belisol.